# Olomouc-Nová Ulice
Olomouc-Nová Ulice – stacja kolejowa w Ołomuńcu, w kraju ołomunieckim, w Czechach. Znajduje się tuż przy centrum miasta. Znajduje się na wysokości 215 m n.p.m.
Na stacji nie ma możliwości zakupu biletów, a obsługa podróżnych odbywa się w pociągu. 

## Linie kolejowe
- 275 Olomouc - Drahanovice